# پژو ۲۰۴

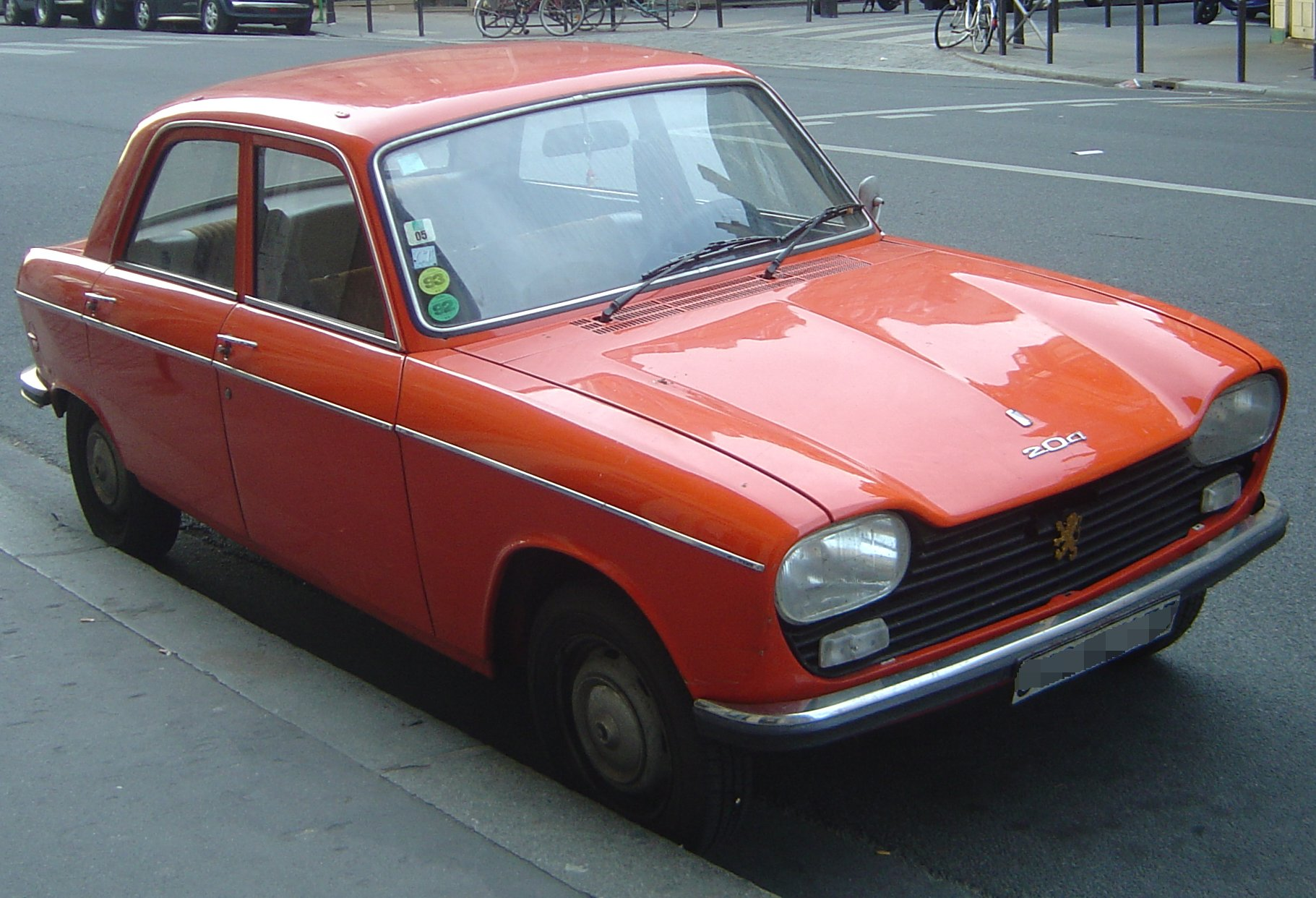

پژو ۲۰۴ (به انگلیسی: Peugeot 204) خودرویی است که در سال‌های ۱۹۶۵ تا ۱۹۷۶ توسط پژو فرانسه  تولید شده‌است.
این خودرو در کلاس خودرو کامپکت قرار گرفته، طراحی آن خودروهای موتور جلو-محور جلو بوده طول آن در حالت طبیعی ۳٬۹۹۰ میلیمتر (۱۵۷ اینچ)، عرض آن در حالت طبیعی ۱٬۵۶۰ میلیمتر (۶۱ اینچ)، ارتفاع آن در حالت طبیعی ۱٬۴۰۰ میلیمتر (۵۵ اینچ) و وزن آن در حالت طبیعی ۸۵۱ کیلوگرم (۱٬۸۷۶ پوند) است.